# مدرسة سودبوري
مدرسة سودبوري (بالإنجليزية: Sudbury school)‏ هي نوع من المدارس، عادةً ما تكون للفئة العمرية من الروضة وحتى الصف الثاني عشر ‏، حيث يتحمل الطلاب المسؤولية الكاملة عن تعليمهم، وتدار المدرسة من خلال ديمقراطية مباشرة يكون فيها الطلاب والموظفون مواطنين متساوين. يستخدم الطلاب وقتهم كيفما يريدون، ويتعلمون كمنتج ثانوي للخبرة العادية وليس من خلال الدورات الدراسية. لا يوجد منهج تعليمي محدد مسبقًا أو منهج توجيهي أو منهج موحد. وهذا شكل من أشكال التعليم الديمقراطي. كتب دانيال غرينبيرغ، أحد مؤسسي مدرسة سودبوري النموذجية الأصلية، أن الأمرين اللذين يميزان مدرسة سودبوري النموذجية هما أن الجميع يعاملون على قدم المساواة (الكبار والأطفال معًا) وأنه لا توجد سلطة أخرى غير تلك الممنوحة بالموافقة من المحكومين.
في حين أن كل مدرسة من مدارس سودبوري النموذجية تعمل بشكل مستقل وتحدد سياساتها وإجراءاتها الخاصة، إلا أنها تشترك في ثقافة مشتركة. تم وصف الثقافة المقصودة داخل مدرسة سودبوري بكلمات مثل الحرية والثقة والاحترام والمسؤولية والديمقراطية.
يأتي اسم "سودبوري" من مدرسة وادي سودبوري، التي تأسست عام 1968 في فرامنغهام، ماساتشوستس، بالقرب من سودبوري، ماساتشوستس. على الرغم من عدم وجود تعريف رسمي أو منظم لمدرسة سودبوري النموذجية، إلا أن هناك الآن أكثر من 60 مدرسة تعرف نفسها باسم سودبوري حول العالم. البعض، ولكن ليس كلهم، يشملون كلمة "سودبوري" في أسمائهم. تعمل هذه المدارس ككيانات مستقلة ولا ترتبط رسميًا بأي شكل من الأشكال.